# Fuite de gaz d'Aliso Canyon

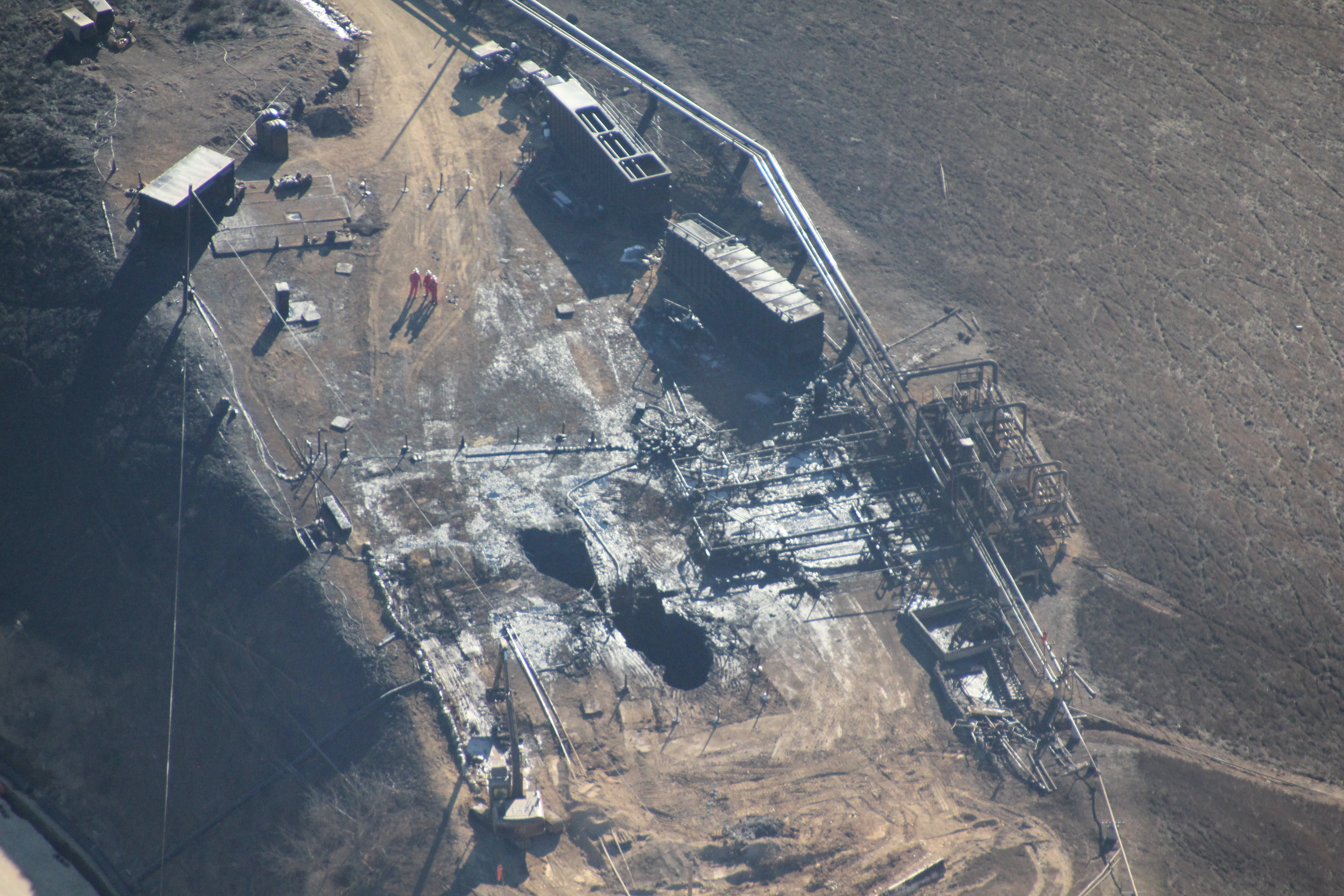
Le 17 décembre 2015, tête de puits Aliso Canyon SS 25. On observe deux cratères au centre, peut-être une conséquence des tentatives de boucher la fuite de gaz.

La fuite de gaz d'Aliso Canyon, aussi appelée fuite de gaz de Porter Ranch, commence le 23 octobre 2015 dans un puits du champ pétrolifère d'Aliso Canyon près de Porter Ranch, une région géographique à proximité de Los Angeles.
Cette fuite massive provient du second plus grand réservoir de gaz naturel américain, exploité par la Southern California Gas Company, une filiale de Sempra Energy. 
Le 6 janvier 2016, le gouverneur de Californie, Jerry Brown, déclare l'état d'urgence. 
Le 11 février 2016, la société rapporte contrôler la fuite. Le 18 février 2016, des hauts fonctionnaires de la Californie annoncent que la fuite est complètement colmatée. La fuite monterait à 80 000 tonnes métriques de méthane et d'autres produits gazeux de pétrole, faisant de celle-ci la pire fuite de gaz naturel de l'histoire des États-Unis. Son empreinte carbone a été jugée supérieure aux fuites de Deepwater Horizon dans le golfe du Mexique.

## Installations gazières
Lorsqu'en 1938 le pétrole est découvert à Aliso Canyon, un canyon dans la région géographique de Porter Ranch à proximité de Los Angeles, la société Tidewater Associated Oil Company de Paul Getty l'exploite pour le pétrole et le gaz naturel jusqu'à l'épuisement, au début des années 1970, du réservoir Sesnon-Frew, le plus grand du champ pétrolifère. Le 8 décembre 1968, quand un opérateur tente de retirer deux valves d'un puits, il provoque une explosion, laquelle est suivie d'un incendie, ce qui détruit une partie de l'équipement sans causer de blessures.
Paul Getty vend alors une partie du champ à la Pacific Lighting Company, une société de gaz naturel qui modifie les installations pour en faire des réservoirs de gaz naturel à partir de 1972. Au contraire des pratiques actuelles, les parois des anciens puits n'ont pas été scellées. Aujourd'hui, à partir de la surface, les sociétés scellent toutes les parois, ce qui les renforcent tout en prévenant l'écoulement d'eau dans les réservoirs. Les installations gazières d'Aliso Canyon comprennent pas moins de 115 puits reliés au réservoir central, lequel peut contenir jusqu'à 86 milliards de pieds cubes de gaz naturel et dessert les résidences, les entreprises et les fournisseurs d'électricité de la région de Los Angeles.
Ces installations constituent le second plus grand réservoir de gaz naturel des États-Unis.

## Découverte de la fuite
La Southern California Gas Company (SoCalGas), propriétaire des installations d'Aliso Canyon, affirme que la fuite a été découverte le 23 octobre pendant l'une des inspections quotidiennes. Le même jour, les habitants de la région de Porter Ranch se plaignent d'une fuite majeure de gaz naturel. Toujours le même jour, SoCalgas envoie des salariés pour rassurer les gens du voisinage. C'est seulement le 28 octobre que la société annonce officiellement la fuite.

## Source et causes
Le gaz naturel a fui par la brèche d'un tuyau métallique de 180 mm (7 pouces) qui fait partie du puits d'injection Standard Sesnon 25 (SS 25), tuyau qui se trouve à 2,670 mètres de profondeur (8,750 pieds). Selon SoCalGas, la fuite a commencé à environ 150 mètres de profondeur dans la colonne qui sert à déplacer le gaz naturel dans le et hors du réservoir,.Le puits SS 25 a été foré en 1953 et muni d'une valve de sécurité, qui a été retirée en 1979 parce que le puits était vieux et fuyait et il n'était pas jugé « critique, c'est-à-dire à moins de 100 pieds d'une route ou d'un parc ou à moins de 300 pieds d'une maison »,,.
Le spécialiste de l'atmosphère Steve Conley a déclaré que la tête de puits d'Aliso Canyon avait 61 ans et que ce n'était pas une surprise qu'elle ne remplisse plus son rôle.
Selon un expert de l'université A&M du Texas interviewé par NPR, l'une des raisons qui pourrait expliquer la brèche est que le gaz naturel aurait pu circuler non pas juste dans les tuyaux mais aussi dans l'enceinte du réservoir, cela dans le but de répondre à la demande d'un client de SoCalGas.
Une vidéo mise en ligne le 7 décembre 2015 montre un nuage de méthane qui flotte au-dessus de la communauté de Porter Ranch. L'endroit, filmé en infrarouge, montre l'étendue de la colonne de fumée, ce que ne peut montrer un film tourné en lumière visible.

## Émissions
Le gaz naturel est principalement constitué de méthane, un gaz à effet de serre invisible et inodore qui présente, sur une période de 20 ans, un potentiel de réchauffement climatique 86 fois supérieur  au dioxyde de carbone, diminuant à 29 fois celui du dioxyde de carbone sur une durée de 100 ans, le méthane a un effet potentiel sur la santé humaine en cas d'exposition à des concentrations supérieurs aux normes.
La fuite, dans un premier temps, se situe à environ 44 000 kg/h ou encore à 1 200 tonnes quotidiennes. Si cette fuite se poursuit pendant un mois au même rythme, ce serait pareil à l'émission annuelle de gaz à effet de serre de 200 000 automobiles.
Le 14 janvier 2016, le magazine Time compare les 1,6 million de livres de méthane relâchées dans l'atmosphère aux émissions quotidiennes de 6 centrales au charbon ou de 2,2 millions de vaches, ou encore à utiliser 4,5 millions d'automobiles. 
En janvier 2016, le California Air Resources Board (Carb) publie les dernières mesures du méthane, complétées le 22 décembre 2015, et annonce qu'elles ont décru du sommet de 58 000±12 000 kg/h à 30 300 kg/h, soit l'équivalent des émissions « de plus de 1 411 851 automobiles » si on s'appuie sur différentes données publiées par l’Environmental Protection Agency.
L'empreinte carbone de la fuite de gaz naturel d'Aliso Canyon a été qualifiée « de plus élevée que celle de Deepwater Horizon dans le golfe du Mexique »,.
Steve Conley, spécialiste de l'atmosphère travaillant à l'université de Californie à Davis, a mesuré de son propre chef les émissions gazeuses,. Il a pris des échantillons d'air en survolant les installations à bord d'un avion équipé d'instruments de mesure (il n'y a que trois ou quatre avions pourvus de tels équipements aux États-Unis). Il a déclaré que les vols au-dessus d'Alison Canyon ont été les plus difficiles de sa carrière parce que les odeurs provoquaient des maux de tête et les turbulences troublaient sa concentration. Lors des premiers passages, il a douté des mesures : j'« ai pensé que [les instruments] avaient cessé de fonctionner parce que je n'avais jamais observé des mesures aussi élevés jusqu'à ce moment ». Embauché par le Carb avant la fuite, il a affirmé que s'il n'avait pas été engagé et prêt à se déplacer au-dessus d'Alisio Canyon, personne n'aurait connu l'ampleur de la fuite.
En plus du méthane, le gaz naturel comprend du mercaptan tert-butyl, du tétrahydrothiophène et du méthylmercaptan (dont l'odeur rappelle celle du chou pourri). Le gaz contient aussi des composés organiques volatils tels que le carcinogène benzène,. Ces agents polluants peuvent avoir des effets à long terme au-delà de la région immédiate de Porter Ranch.

## Impacts sur les communautés
Les habitants de la région ont mentionné souffrir de maux de tête, de nausées et de saignements de nez sévères. Environ 50 enfants voient quotidiennement des infirmières à l'école pour des saignements de nez sévères. Les nombres d'infections des yeux, du nez et de la gorge ont notablement augmenté. En décembre 2015, plus de 2 200 familles vivant à proximité de Porter Ranch ont été temporairement relocalisées et plus de 2 500 familles étaient en procédure d'évaluation. Au 7 janvier 2016, environ 2 800 familles (environ 11 300 personnes) ont été temporairement relocalisées par SoCal Gas ; plus de 6 500 familles ont demandé de l'aide.

## Colmatage du puits
À la fin de novembre 2015, SoCalGas avait tenté six well kill (il s'agit de pomper un fluide lourd dans une colonne ; lorsque le fluide exerce une pression supérieure à celle des gaz remontant à la surface, la fuite est « colmatée » ; l'intérêt de cette technique est qu'elle n'exige plus qu'un contrôle minimal et se fait sans dispositif supplémentaire). La société a injecté à plusieurs reprises un mélange de boue et de saumure dans la colonne, la dernière tentative de colmatage remontant au 25 novembre. Les tentatives échouent parce que de la glace se forme et la pression exercée par le gaz s'élève en moyenne à 2 700 PSI.
Le 4 décembre 2015, SoCalGas commence à percer, à travers un dôme rocheux, un relief well d'une profondeur de 8 000 pieds (il s'agit d'une colonne qui sert à évacuer temporairement les substances gazeuses, le temps que la colonne endommagée soit réparée ou colmatée), en collaboration avec Boots & Coots, filiale d'Halliburton. Ce relief well jouera un rôle semblable à celui utilisé par la société BP pour colmater la fuite de pétrole à la suite du désastre de Deepwater Horizon. SoCalGas  projette de pomper des fluides lourds et du ciment dans la colonne endommagée lorsque le relief well évacuera de façon sécuritaire les substances gazeuses,. Le premier relief well devrait être complété le 24 février 2016. SoCalGas annonce également son intention de percer un second relief well, estimant que la fuite sera colmatée vers fin mars 2016.
La septième tentative pour colmater la fuite crée un cratère d'une profondeur de 25 pieds autour de la tête de puits. Cette tentative créant des conditions favorables à un blowout, toute autre tentative est interdite. Le puits est stabilisé avec des câbles de traction. Les législateurs deviennent plus attentifs à la stabilité de la tête de puits.
En janvier 2015, SoCalGas demande l'autorisation de capturer le gaz naturel et peut-être de le brûler, mais des législateurs s'opposent pour des raisons de sécurité.
Le 11 février 2016, le relief well rejoint la base du puits qui fuit et la société commence à pomper des fluides lourds dans le but de contrôler temporairement le flux des gaz hors du puits endommagé. Elle se déclare à l'œuvre pour colmater définitivement la fuite.

## Critiques
Steve Conley, le scientifique de l'atmosphère qui a mesuré les émissions de gaz, affirme qu'il n'existe aucun plan d'urgence pour ce type de désastre : « Nous n'avons rien pour mesurer ces fuites géantes, ou encore pour observer la résolution des problèmes. Il suggère que les contrats doivent être conçus de façon que les spécialistes peuvent rapidement mesurer l'étendue des fuites.
Le 11 janvier 2016, le conseiller municipal Mitchell Englander, représentant de la région de Porter Ranch, rappelle que SoCalGas 
dessert 20 millions de clients. Il critique la société de ne pas avoir établi un plan d'urgence, du délai à obtenir les équipements spécialisés nécessaires pour colmater la fuite et de sa lenteur à capturer le brouillard composé de saumure, de pétrole et de produits chimiques qui tombe sur les maisons et les automobiles des particuliers.
Le Center for Biological Diversity critique la lenteur de la réaction du gouverneur Brown « parce que le laxisme des législateurs de l'État à propos de l'injection souterraine a préparé cette catastrophe et que « l'État savait depuis des années que les infrastructures vieillissantes de gaz naturel étaient une catastrophe en devenir, mais les responsables ont ignoré la plupart des risques. »,.
Des spécialistes en génie pétrolier ont critiqué le retard à lancer le forage du relief well, opération commencée 6 semaines après l'annonce de la fuite, tout comme la décision de ne percer qu'un seul relief well.
En janvier 2016, Associated Press rapporte que SoCalGas sous-estime les niveaux atmosphériques de benzène autour du puits.

## Réactions des instances de régulation
Deux jours après la découverte de la fuite, au moins une douzaine d'agences locales et d'État sont à l'œuvre.
Le Carb a mesuré la concentration du méthane près du puits à partir du sol, de tours, d'avions, et de satellites, transmettant ses résultats à la California Energy Commission et à SoCalGas. Elle a posé 18 questions à SoCalGas, exigeant des réponses détaillées sur le gaz naturel, les raisons de la fuite, le taux de fuite et l'évolution de la fuite.
La Federal Aviation Administration a restreint le survol des installations jusqu'à la fin de mars 2016. Le 15 décembre 2015, le comté de Los Angeles déclare l'état d'urgence.
Des habitants de la région ont interpelé le gouverneur Jerry Brown, lui demandant sa collaboration. Sa sœur Kathleen Brown fait en effet partie du conseil d'administration de Sempra Energy, la société qui contrôle SoCalGas. Le gouverneur a déclaré l'état d'urgence le 6 janvier 2016. Il a également ordonné l'inspection de toutes les installations gazières en Californie ; tout ajout de gaz naturel à Aliso Canyon est interdit.
Des spécialistes en santé ont expliqué que l'exposition à long terme de certains produits chimiques, même à l'état de traces, peut provoquer des problèmes de santé.
En janvier 2016, deux sénateurs californiens ont demandé au département de la Justice, au département des Transports et à l'Environmental Protection Agency de produire une analyse légale de juridiction fédérale pouvant s'appliquer à cet incident tout comme aux installations de stockage de gaz naturel, ainsi qu'une analyse sur une réduction plus rapide des stocks de gaz naturel à Aliso Canyon.
Le 11 janvier, quatre sénateurs californiens introduisent le projet de loi SB 875 qui interdirait toute injection de gaz naturel et tout usage de puits vétustes et le projet de loi SB 876 qui forcerait SoCalGas à payer le logement, la relocalisation et les services d'urgence ; il interdirait à la California Public Utilities Commission de refiler la note aux contribuables ; la société sera aussi obligée de verser une compensation pour les effets de gaz de serre.
Le projet de loi SB 877 exigerait que les 14 installations gazières souterraines pour le gaz naturel soient inspectées dans les 12 mois à venir, puis sur une base annuelle ; un relèvement des mesures de sécurité (par exemple, installation de valves de régulation souterraines) ; l'usage de techniques de pointe pour la détection des fuites ; la mise en place d'un plan d'urgence.

## Poursuite judiciaire
Le 2 février 2016, le comté de Los Angeles dépose des accusations criminelles contre SoCalGas pour avoir négligé de déclarer immédiatement la fuite de gaz,.
La poursuite comprend notamment trois accusations de négligences d'avoir immédiatement rapporté la fuite à la suite de sa détection le 28 octobre 2015 et une accusation de « décharger des polluants atmosphériques » à partir du même jour.

### Citation originales
1. ↑  (en) « critical, that is, one within 100 feet of a road or a park, or within 300 feet of a home »
2. ↑  (en) « more than 1,411,851 cars »
3. ↑  (en) « larger than the Deepwater Horizon leak in the Gulf of Mexico »
4. ↑  (en) « thought [the instruments] had stopped working because I’d never seen measurement that large before »
5. ↑  (en) « We do not have anything in place to measure giant leaks like this, or to watch them to solve issues »
6. ↑  (en) « because state regulators’ hands-off approach to underground injection helped set the stage for this catastrophe »
7. ↑  (en) « The state has known for years that aging natural gas infrastructure was a disaster waiting to happen, but officials mostly ignored those risks. »
8. ↑  (en) « vintage »
9. ↑  (en) « discharging air contaminants »